# Италијански гувернаторат за Црну Гору
Италијански гувернаторат за Црну Гору или краткотрајно Високи комесаријат за Црну Гору било је окупирано подручје под војном управом које је током Другог свјетског рата постојало на ширем простору Црне Горе, а налазило се под окупацијом сила Осовине. Формирано је након окупаторске поделе Краљевине Југославије у прољеће 1941. године. Првобитно је била под контролом Италије (1941—1943), а потом под окупацијом Њемачке (1943—1944). Главни град је био Цетиње.
Политика Италије према Црној Гори од почетка окупације 1941. је била обележена дилемом да ли анектирати ову територију, као што је то урађено са Далмацијом и деловима Словеније, или уз помоћ домаћих снага „старих патриота“, обновити њену фиктивну независност у оквиру новог „Римског царства“. Мусолинијевом одлуком 3. октобра 1941. успостављен је Гувернаторат за Црну Гору са сједиштем на Цетињу, а за гувернера је постављен Пирцио Бироли. Ускоро по уласку њемачких трупа у Црну Гору, на Цетињу је крајем септембра 1943. године успостављена Фелдкомандантура, која је представљала врховну војну и цивилну власт на окупираном подручју. На челу Фелдкомандантуре налазио се генерал-мајор Вилхелм Кајпер, који је 30. септембра објавио проглас да преузима власт на територији бившег италијанског Гувернатората у Црној Гори. У периоду од 1941. до 1944. године окупатори и домаћи квислинзи су убили десетине хиљада невиних цивила.

## Историја
Током целокупног међуратног раздобља (1918—1941), италијанска спољна политика је пружала непосредну или посредну подршку сепаратистичким снагама у Црној Гори, што је добило на значају након италијанског запоседања суседне Албаније (1939). Током Априлског рата, када је постало извесно да ће Краљевина Југославија претрпети потпуни слом, Адолф Хитлер је 12. априла издао Привремене смернице за поделу Југославије у којима је Црна Гора била означена као област чији ће политички положај уредити Италија. Наступајући из правца Скадра, италијанске трупе су до 17. априла окупирале највећи део Црне Горе, укључујући и Цетиње, административни центар Зетске бановине.

### Први покушај стварања привремене владе
Део политичких првака из редова Црногорске федералистичке странке дочекао је окупацију као ослобођење. У циљу преузимања земаљске администрације из руку дотадашњих власти, група првака на челу са Јовом Поповићем и Душаном Вучинићем је формирала Привремени управни одбор који је на Цетињу преузео банску управу од дотадашњег бана Блажа Ђукановића.
Стварањем Привременог управног одбора на Цетињу био је учињен први корак ка изградњи нових органа власти. Поборници обнове државности Црне Горе су непосредно по преузимању банске администрације приступили реорганизацији поменутог тела, које је прерасло у Привремени административни комитет, са посебним ресорима за све области државне управе, чиме је учињен искорак ка стварању својеврсне привремене владе. За председника ПАК-а изабран је Јово Поповић, који је уједно био задужен и за вођење спољних послова. Током наредних дана, повереници ПАК-а су широм Црне Горе спровели преузимање локалне власти од дотадашњих среских органа.
Међутим, италијанске окупационе власти су имале другачије замисли о уређењу управе у Црној Гори. По одлуци команданта италијанске окупационе војске од 28. априла, у Црној Гори је створен Цивилни комераријат на челу са Серафином Мацолинијем, који је 30. априла пристигао на Цетиње. Његов главни задатак састојао се у успостављању потпуне и непосредне италијанске контроле над целокупним административним апаратом. Одлуком комесара Мацолинија од 5. маја распуштен је Привремени административни комитет, а колаборационистички прваци су 18. маја прешли у састав новоствореног Савјетодавног вијећа, формалног тела без икакве стварне власти.

### Питање династичке и краљевске власти
Одлуком Бенита Мусолинија од 22. маја, дотадашњи Цивилни комесаријат за Црну Гору реорганизован је у Високи комесаријат са проширеним надлежностима. Управо у то време, у Риму је решавано питање о обнови монархије у Црној Гори. Полазећи од сопствених династичких интереса, италијански краљ Виктор Емануел III је под утицајем своје супруге, краљице Јелене, ћерке бившег краља Николе, апеловао на Бенита Мусолинија да Црну Гору успостави као краљевину. Тим поводом, разматрана су разна династичка и персонална решења. Црногорска круна је понуђена принцу Михаилу Петровићу Његошу, који је понуду одбио.
У међувремену, италијанске власти су сачиниле нацрт "Устава Краљевине Црне Горе" који је предвиђао да ће државом владати династија Петровића Његоша, као службени језици су били назначени "црногорски" и италијански, а за заставу је одређен крсташ-барјак. Међутим, услед одбијања принца Михаила да прихвати понуђену круну, поменути планови су морали бити напуштени ради проналажења нових, остваривих и спроводивих политичких решења. Недуго потом, дошло је до значајног међународног преокрета који је знатно утицао и на унутрашње прилике у окупираној Црној Гори. Немачка је 22. јуна извршила напад на СССР, што је поробљеним народима Европе улило наду у ратни преокрет и пораз Немачке и њених савезника.

### Други покушај стварања привремене владе
На Петровданскoм сабору, који је одржан 12. јула 1941. године на Цетињу, Секула Дрљевић је инаугурисан као будући црногорски премијер, али је већ сутрадан избио Тринаестојулски устанак који је организовала КПЈ. Упоредо са устаничким дејствима против окупатора, дошло је и до сукоба између устаника и домаћих сарадника окупатора, а потом и до сукоба између партизана и четника, чиме је у Црној Гори означен означен почетак унутрашњег рата, који је ескалирао крајем 1941. и почетком 1942. године. У међусобним сукобима учествовали су партизани и четници на једној страни борећи се против црногорских квислинга и окупатора на другој, као и између себе. Како је Други свјетски рат одмицао, сукоб је попримао све већи обим. Између марта и јуна 1942. четници су стекли превласт у Црној Гори, делимично захваљујући оружју и опреми који су добили од Италијана по споразуму који је са Италијанима склопио Бајо Станишић, а делом и слабљењу партизана, којем су у великој мери били криви партизански ексцеси услед левих скретања. Италијанима је главни циљ споразумевања с четницима био да губитке својих трупа сведу на минимум. Стога су много полагали на помоћ четника у Трећој непријатељској офанзиви за избацивање партизана из Црне Горе и источне Херцеговине у пролеће 1942.
Ђукановић је као вођа црногорских четника 24. јула 1942. потписао споразум са представником италијанске војске Алесандром Пирцио Биролијем. По том споразуму, црногорски четници су легализовани, обавезали су се да ће помагати Италијанима у борби против партизана, а заузврат ће добијати оружје, муницију и плате. Црна Гора је подељена на три зоне које су обезбеђивале четничке јединице Баје Станишића и Павла Ђуришића, као и Ловћенска бригада зеленаша Крстa Зрнова Поповића. Овај споразум је Ђукановића начинио фактичким вођом Црне Горе и он је то место задржао до смрти.
Независној Држави Црној Гори је прикључен и највећи део Санџака, иако је она у тим границама постојала само на папиру, и само мали дио њене територије је контролисала тадашња квислиншка власт. Бока Которска (млетачки Катаро) бива прикључена Италији све до септембра 1943. године.
Унутар Црне Горе, веома активан је био Црногорски добровољачки корпус под командом Павла Ђуришића.

### Њемачка окупација и Народна управа (1943−1944)
Након капитулације Италије у септембру 1943. године, цјелокупно подручје Црне Горе окупирала је њемачка војска, након чега је дошло до значајних промјена у земаљској управи. Под окриљем њемачких војних власти, створена је такозвана Народна управа, која је обухватала цјелокупну земаљску администрацију, састављену од колаборациониста. Врховни орган Народне управе био је Народни управни одбор (НУО), који је имао обиљежја земаљске владе. Приликом установљења Народног управног одбора у новембру 1943. године, за предсједника овог тијела именован је Љубомир Вуксановић. Иако је НУО покушао да издејствује формално признање црногорске државности од стране Њемачке, обећавајући пуну сарадњу у борби против заједничких непријатеља, том захтјеву није удовољено, а члановима НУО је од стране њемачких војних власти стављено до знања да Црна Гора представља окупирано подручје, на коме је "добром вољом" њемачких власти установљена Народна управа на челу са НУО, али искључиво ради вршења административних послова. Такво стање је трајало до краја окупације, а заједно са њемачком војском из Црне Горе се у јесен 1944. године повукао и знатан дио чланова НУО.

### Претензије НДХ и Црногорско државно вијеће
Још у вријеме италијанске капитулације (септембар 1943. године) усташки режим Независне Државе Хрватске (НДХ) покушао је да искористи новонастало стање ради прикључења дотадашње италијанске Которске провинције, која је у окупационом раздобљу од 1941. до 1943. године обухватала шири простор Боке Которске. У исто вријеме, НДХ је исказала своје претензије и над цјелокупном Црном Гором, чиме се настојао реализовати концепт Црвене Хрватске, који је током предратних година уобличио похрваћени црногорски публициста Савић Марковић Штедимлија. Пошто Њемачка није уважила захтјеве усташког режима, у Загребу је осмишљена другачија стратегија за рјешавање "црногорског" питања. Као поузданик и високи часник усташке власти, Савић Марковић Штедимлија је обновио контакте са несуђеним црногорским "вођом" Секулом Дрљевићем, који се потом преселио у загреб, гдје је средином 1944. године формирао Црногорско државно вијеће (ЦДВ) са сједиштем у Загребу. Ово политичко тијело било је замишљено као замјетак будуће црногорске владе. Иако је добио пуну подршку од својих усташких покровитеља, Дрљевић није успио да обезбједи неопходну подршку њемачких власти, које су у то вријеме још увијек рачунале са раније формираном Народном управом у самој Црној Гори. Тек након њемачког повлачења из Црне Горе крајем 1944. године, Дрљевићеве замисли су почеле да добијају на значају, и то у склопу рада на реорганизацији и консолидацији свих снага које су биле спремне да се боре против партизана и надируће Црвене армије. Почетком 1945. године, Дрљевић је успоставио контакт са заповједницима појединих четничких јединица, које су се крајем претходне године повукле са подручја Црне Горе, прешавши у Босну, на подручје под контролом НДХ. Тим јединицама је командовао пуковник Павле Ђуришић, који је након политичког раскида са генералом Дражом Михајловићем ушао у преговоре са Дрљевићем, ставивши своје јединице под његову команду. Тиме је створена такозвана Црногорска народна војска (ЦНВ), као војна формација Црногорског државног вијећа. Материјална помоћ за опремање те квислиншке формације добијена је од усташа и немачке војске. У вријеме стварања ЦНВ, јединице које су ушле у њен састав биле су већ увелико у стању унутрашњег растројства, тако да покушај њихове реорганизације није дао очекиване резултате. Највећи дио ЦНВ је разбијен у завршној фази рата, приликом повлачења према северозападу у пролеће 1945. године.
Током 1945. године, пострадала су оба челника црногорских парадржавних тијела: предсједник Народног управног одбора Љубомир Вуксановић је након повлачења са њемачком војском погинуо приликом савезничког бомбардовања, док је предсједник Црногорског државног вијећа Секула Дрљевић убијен недуго по окончању рата, од стране некадашњих Ђуришићевих сабораца, који су му пресудили по правилу крвне освјете, сматрајући га одговорним за Ђуришићеву погибију.

## Окупаторски заповједници
С обзиром да је Црна Гора била под окупацијом фашистичке Италије, а потом и нацистичке Немачке, на њеној територији је постојала окупациона власт, коју су представљали италијански, односно немачки заповедници:
- Серафино Мацолини (28. април 1941.—23. јул 1941)
- Алесандро Пирцио Бироли (23. јул 1941.—13. јул 1943)
- Курио Барбесети ди Прун (13. јул 1943.—10. септембар 1943)
- Теодор Гајб (10. септембар 1943.—1. јун 1944)
- Вилхелм Кајпер (1. јун 1944.—15. децембар 1944)

## Занимљивости
Постоје одређене идентитетске сличности Црне Горе под аустроугарском окупацијом, фашистичке квислиншке творевине Црне Горе из 1941. и данашње Црне Горе. У све три Црне Горе је укинута тробојка, а у последње две званична застава Црне Горе постаје црвени ратни барјак. 1917. године се забрањује употреба српске тробојке у Црној Гори. Званична застава Црне Горе 1941. године постаје војничка застава краља Николе, а данашња има и жутог (златног) орла, иако су све заставе Црне Горе (са орлом) имале увек белог орла, који је у црногорској штампи често називан Душановим. Црногорски сабор, који се састао на Петровдан 1941. укинуо је одлуке Подгоричке скупштине, а то је урађено и 1945, 2006. и 2018. године. И онда и данас се говорило о окупацији Црне Горе од стране Србије, а данас се говори и да су Срби окупирали Црногорце, иако су онда Црногорци били етнички Срби, а црногорска штампа је говорила само о Србијанцима и Црногорцима (баш јер су сви били Срби).  Црногорски Сабор из 1941. године, упутио је телеграм Адолфу Хитлеру у којем се наводи да Црна Гора, која је у акционој сфери фашистичке Италије, успостављена као суверена и слободна држава, упућује своје мисли Хитлеру, у жељи да Осовина и нови европски поредак достигну скору срећну победу.